# Solenostoma udarii
Solenostoma udarii là một loài rêu tản trong họ Jungermanniaceae. Loài này được (S.C. Srivast. & P. Singh) Váňa & D.G. Long mô tả khoa học lần đầu tiên năm 2009.